# Dragon Age: Inquisition
Dragon Age: Inquisition (с англ. — «Век дракона: Инквизиция») — компьютерная игра в жанре action/RPG, продолжение серии Dragon Age в жанре фэнтези, которую разработала канадская студия BioWare. О продолжении этого проекта разработчики объявили ещё в конце мая 2011 года на своей страничке в Твиттере, после окончания работы над второй частью игры. Официальный анонс состоялся 17 сентября 2012 года. Игра вышла в Северной Америке 18 ноября 2014 года на Xbox 360, Xbox One, PlayStation 3, PlayStation 4 и PC. Релиз в России состоялся 18 ноября 2014 года в сервисе цифровой дистрибуции Origin. В розничной продаже все версии игры — для PC, PlayStation 3, PlayStation 4, Xbox 360 и Xbox One — появились 20 ноября. В июле 2015 года BioWare заявила, что больше не будет поддерживать версии игры для PlayStation 3 и Xbox 360 (выпуск патчей и загружаемых дополнений) в связи с низкими продажами игры на данных платформах. 4 июня 2020 года игра вышла в Steam.

## Сюжет
Игрокам предстоит возродить и возглавить Инквизицию, целью которой поставлено искоренить зло в землях Тедаса. К началу игры накапливается множество событий, требующих расследования Инквизицией. Война, интриги, политические раздоры лишили ранее влиятельные группы Тедаса возможности действовать с прежней эффективностью. Это серьёзная проблема, учитывая разверзшиеся небеса и демонов, хлынувших оттуда. Игроки должны будут ответить на эту новую угрозу, а также исследовать огромный мир, встречаться со старыми и новыми персонажами и собирать силы для растущей Инквизиции.

## Игровой процесс
В отличие от Dragon Age II, третья часть серии потерпела кардинальные изменения в геймплее, по сравнению со своими предшественниками. В основном это вызвано переходом BioWare на современный движок Frostbite от компании DICE.
Игрок сможет выбрать для своего персонажа: пол, расу, голос, имя и настроить его внешность. В зависимости от выбранной расы игрок получит следующие бонусы: человек — очко умения; эльф — 25 % защиты от дальних атак; гном — 25 % защиты от магии; коссит — 50 очков здоровья.
Во время создания персонажа игроку будет предложено на выбор три класса: воин, разбойник, маг. У воина и разбойника можно будет выбрать, на каком оружии будет специализироваться персонаж: двуручные мечи или одноручные мечи со щитом у воина; клинки в двух руках или лук у разбойников. В процессе игры игрок может менять вид оружия, но только в рамках одного класса. Маги могут пользоваться только магическими посохами. Также в зависимости от класса игрок может носить только определённый тип доспехов (воины — тяжёлые; разбойники — средние; маги — лёгкие). Каждый класс имеет 4 ветки уникальных способностей. В процессе прохождения игры у Инквизитора появится небольшая ветка способностей, доступная только ему (в дополнении «Челюсти Гаккона» число способностей в ней можно увеличить). В дальнейшем игрок сможет выбрать одну из девяти специализаций (по 3 на каждый класс), которая откроет доступ к ещё одной ветке способностей. У небольшой ветки Инквизитора и в каждой специализации есть особая очень сильная способность, которую можно использовать только при накоплении в бою так называемой Концентрации.
Как и в предыдущих частях серии, игрок управляет не только своим персонажем, но и отрядом собранных им спутников. Всего в игре представлено 9 спутников. Одновременно с собой игрок может брать не больше трёх. Во время боя игрок, как и раньше, может активировать паузу. Во время паузы игра останавливается, и в это время можно раздать приказы напарникам. Между напарниками можно свободно переключаться. Камера в режиме паузы стала активной, ей можно осматривать весь участок боя и узнать определённую информацию о врагах. Камеру также можно переключить за спину персонажа и участвовать в бою непосредственно самому. Персонажам можно приказать использовать способности или отправиться в определённую точку. Теперь им также можно приказать прорываться через толпы врагов или, наоборот, удерживать занятые позиции и множество других действий. Режим тактики подвергся значительным упрощениям. Теперь в нём можно выбрать только, какие способности у персонажей будут в приоритете и какое количество зелий из инвентаря они могут пить. В отличие от предыдущих частей игры, показатели маны и выносливости во время боя не регенерируются. Здоровье восстановить возможно только с помощью зелий. Примечательно то, что игрок теряет здоровье, падая с определённой высоты, но при этом не может таким образом умереть.
Локации, в которых происходит действие, стали во много раз больше, чем в предыдущих частях серии. Они стали более интерактивными. Появились возможности обрушить на врагов стены или поджечь под ними мост, также некоторые способности персонажей могут создавать искусственные преграды для врагов. По большим локациям можно передвигаться верхом на лошади, а также использовать быстрое путешествие между ними. На этот раз игроку для исследования предложены практически все земли Ферелдена и Орлея, а также прилегающие к ним небольшие территории. У главного героя в распоряжении есть собственный замок — Скайхолд, в котором можно пообщаться с персонажами, а также раздать приказы трём своим советникам. На глобальной карте можно отправлять своих агентов шпионить или отослать боевой отряд подавить волнения. Захватывая территории, игрок сможет восстановить там инфраструктуру и построить аванпосты Инквизиции. По мере прохождения игры и сделанного игроком выбора к Инквизиции будут примыкать различные влиятельные группы Тедаса, повышая уровень её влияние в мире. Подобный подход уже был использован BioWare в их предыдущей игре, Mass Effect 3. За выполнение заданий теперь также даются очки влияния, которые можно потратить на бонусы для главного героя или Инквизиции в целом.
Общение с другими персонажами происходит, как и раньше, с помощью диалогового колеса. Колесо потерпело некоторые изменения, и теперь при выборе варианта ответа можно посмотреть, что именно скажет главный герой. Посредством диалогов и действий можно сблизиться (или наоборот) со своими спутниками и советниками. Практически всех их необязательно брать в отряд, и многие при неодобрении действий главного героя могут его покинуть. Закончить игру можно, имея всего одного компаньона в отряде (а именно Варрика).

## Загружаемый контент (DLC)

### Для однопользовательской игры
Челюсти Гаккона
Первое сюжетное дополнение включающее в себя совершенно новую локацию, оружие, врагов и многое другое. В центре сюжета оказывается последний Инквизитор, который пропал в Морозных Горах более 800 лет назад. Игрокам предстоит пройти по следам своего предшественника и найти причину его исчезновения. Дополнение вышло 24 марта 2015 года на Xbox One и ПК. Выход на PS4, а также на Xbox 360 и PS3 состоялся 26 мая 2015 года.
Чёрный магазин
Бесплатное дополнение, которое добавляет в игру подпольный магазин различных товаров известный игрокам по Dragon Age II. Также в нём можно изменить внешность главного героя. Дополнение вышло 5 мая 2015 года на всех платформах.
Авварские трофеи
Дополнение добавляет в игру новые доспехи, оружие, предметы оформления Скайхолда и лошадей в стиле Авваров. Дополнение вышло 9 июня 2015 года на ПК, Xbox One, PlayStation 4, Xbox 360 и PlayStation 3.
Кунарийские трофеи
Дополнение, которое добавляет в игру новые доспехи, оружие, предметы оформления Скайхолда и лошадь в стиле Кунари. Дополнение вышло 21 июля 2015 года на ПК, Xbox One и PlayStation 4.
Нисхождение
Второе сюжетное дополнение. Игрокам предстоит спуститься под землю и исследовать Глубинные тропы, чтобы узнать причины землетрясений, угрожающих всему Тедасу. Дополнение вышло 11 августа 2015 года на ПК, Xbox One и PS4.
Чужак
Третье и последнее сюжетное дополнение, события которого происходят через 2 года после окончания основного сюжета. Игрокам предстоит столкнуться с новой угрозой в лице Кунари, а также решить судьбу всей Инквизиции. Дополнение вышло 8 сентября 2015 года на ПК, Xbox One и PlayStation 4.

### Для коллективной игры
Распад
Небольшое дополнение для кооператива, добавляющее на карты новых агрессивных врагов, а также дополнительные пути их прохождения. Дополнение вышло 16 декабря 2014 года совершенно бесплатно.
Драконоборец
Бесплатное дополнение для кооператива, которое добавило в игру новую большую карту, а также трёх игровых персонажей: авварского воина Глядящего в небо; мага-музыканта Цитру и девушку-пирата Изабеллу, известную игрокам по предыдущим частям серии. Дополнение вышло 5 мая 2015 года.

## Варианты издания игры
| Игра                                               | Да  | Да  | Да |
| Футляр из искусственной кожи                       | Нет | Нет | Да |
| Карта Тедаса                                       | Нет | Нет | Да |
| 4 фигурки-маркера для карты                        | Нет | Нет | Да |
| 72 карты Таро                                      | Нет | Нет | Да |
| Набор отмычек в реальную величину                  | Нет | Нет | Да |
| Знак Инквизитора                                   | Нет | Нет | Да |
| Перо и чернильница                                 | Нет | Нет | Да |
| 40-страничный журнал Инквизитора                   | Нет | Нет | Да |
| Орлесианские монеты                                | Нет | Нет | Да |
| Лимитированный стилбук                             | Нет | Нет | Да |
| Официальный саундтрек                              | Нет | Да  | Да |
| Внутриигровые бонусы                               |     |     |    |
| Арсенал «Пламя Инквизиции» (только при предзаказе) | Да  | Да  | Да |
| Доспех «Пламя Инквизиции»                          | Нет | Да  | Да |
| Бронированный скакун                               | Нет | Да  | Да |
| Скайхолдский трон                                  | Нет | Да  | Да |
| Рыжая галла                                        | Нет | Да  | Да |
| Болотный единорог                                  | Нет | Да  | Да |
| Набор предметов для мультиплеера                   | Нет | Да  | Да |

## История разработки игры

### 2011 год
О том, что BioWare работает над новой частью Dragon Age, стало известно ещё весной 2011 года. В связи с этой разработкой команде Bioware пришлось завершить выпуск загружаемых дополнений для своего прошлого проекта — Dragon Age II, что вызвало негодование среди многих фанатов (из-за того, что история главного героя Хоука не была достойно завершена). Предполагалось, что история Хоука будет иметь продолжение в третьей части.
Разработчики заявили о намерении прислушиваться к идеям фанатов игры. В связи с этим в конце весны был открыт форум на сайте BioWare Social Network. Суть форума такова: на неделю дают определённую тему обсуждения предстоящей части игры, а в воскресенье форум закрывают и рассматривают все предложения.

### 2012 год
О протагонисте игры представители BioWare изначально не заявляли, предполагая, что это может быть любой из персонажей первых двух частей игры, но в середине лета 2012 года было сделано объявление о том, что персонаж третьей части будет совершенно новым, со своей собственной предысторией. Его имя и биография не были оглашены. Разработчики заявили, что к созданию персонажа подойдут более сосредоточенно. Помимо этого они стремятся к тому, чтобы в следующей игре сильнее чувствовались выбор и его последствия. В частности, выбор специализации и предыстории героя. Помимо всего, что уже есть в игре, будет множество инноваций, продлевающих игровые часы в игре. Рэй Музика, директор корпорации, в своем интервью порталу Wired подтвердил то, что планируется масштабная разработка игры в связи с тем, что в третьей части будет более открытый мир (впоследствии открытость игрового мира не подтвердилась).
В сентябре 2012 года BioWare и Electronic Arts официально анонсировали третью часть серии — Dragon Age: Inqusition. За разработку отвечает та же самая команда, которая занималась первыми двумя частями. Разработчики практически ничего не рассказали о сюжете, предложив лишь поискать намеки в названии игры. Обещано, что решения игрока будут значительно влиять на развитие сюжета Dragon Age: Inqusition. Кроме того, игроков ждет огромный мир, масса возможностей для модификации героя и интересные тактические бои. Новый Dragon Age создается на новейшем движке Frostbite 3 от компании DICE. Этот движок используется в Battlefield 4 и в следующей игре серии Mass Effect.
Новые подробности Dragon Age III стали известны на Edmonton Comic & Entertainment Expo в октябре 2012. Сообщалось о главном герое человеческой расы (впоследствии была заявлена возможность выбирать расу протагониста). У главного героя будет свой собственный замок. Стали известны подробности локаций: открытого мира, как в The Elder Scrolls, не будет, но согласно заявлению разработчиков одна локация Dragon Age III будет сопоставима по величине со всеми локациями Dragon Age II вместе взятыми. Система развития персонажа будет улучшена и будет применена как к главному герою, так и к его спутникам. Будут учтены решения из предыдущих частей игры и при этом BioWare ищет способы обойтись без импорта сохранений. Подтверждено появление ведьмы Флемет.

### 2013 год
На выставке Electronic Entertainment Expo, проходившей в Лос-Анджелесе с 10 по 13 июня 2013 года, как и было заявлено ранее, BioWare раскрыли новые подробности Dragon Age III. Была объявлена новая дата выхода игры, запланированная на осень 2014 года на все ведущие игровые платформы, включая консоли нового поколения. Также был показан первый трейлер, в конце которого можно было увидеть окончательное название игры Dragon Age: Inquisition.
Dragon Age: Inquisition стала центральной темой сентябрьского номера журнала Game Informer. В журнале было раскрыто множество подробностей игры, а именно: подтвердилось, что открытого мира не будет, но игра будет иметь огромные, по сравнению с предыдущими играми серии, локации; появится возможность передвигаться верхом на ездовых животных; в игре будет динамичная смена дня и ночи, а также погодных условий. Помимо этого было заявлено, что игрок сможет создать персонажа любой доступной расы, как это было в Dragon Age: Origins. Были показаны первые компаньоны и несколько скриншотов из игры. Помимо этого Game Informer на своём сайте объявил месяц Dragon Age: Inquisition, где в течение августа публиковались новые подробности игры. Главный герой может возводить форпосты и менять ландшафт.
На игровой выставке PAX Prime 2013 BioWare показали 30 минут игрового процесса, в котором продемонстрировали всё то, о чём заявляли ранее. Также стало известно, что игрокам будет предоставлена возможность играть за косситов.

### 2014 год
BioWare объявили о еженедельной публикации небольшой информации о грядущей игре, начиная с марта. Все новости были посвящены различным аспектам игры и спутникам главного героя. Было объявлено, что в игре будет до 40 различных вариаций концовок, а игроку на выбор будет дано четыре варианта озвучивания главного героя (по 2 на пол). 25 мая исполнительный продюсер игры Марк Дарра сообщил, что разработка игры достигла стадии альфа-версии, также было объявлено, что в игре нельзя будет сражаться верхом на ездовых животных.
На E3 2014 проходившей с 9 по 12 июня BioWare вновь показали Dragon Age: Inquisition и представили миру несколько новых трейлеров и видео игрового процесса. Были раскрыты новые подробности игры: помимо лошадей, будет ещё несколько видов ездовых животных; бард Лелиана (компаньон Героя Ферелдена из Dragon Age: Origins) играет значительную роль в сюжете и является главой шпионской сети Инквизитора; все компаньоны имеют свой взгляд на происходящую ситуацию, если между ними и главным героем будет множество противоречий, то они могут покинуть партию; можно закончить игру имея всего одного компаньона в отряде; будет восемь персонажей (не только компаньоны), с которыми можно завести роман; крупные враги, такие как драконы, будут иметь несколько независимых «болезненных» точек: голову, крылья, лапы. Нанося урон той или иной части тела, вы ослабляете врага и меняете его поведение.
27 июля стало известно, что дата выхода Dragon Age: Inquisition переносится на 18 ноября для США и на 21 ноября для Европы. Разработчики из Bioware приняли это решение, чтобы довести игру до высочайшего качества.
На игровой выставке Gamescom 2014, проходившей с 13 по 17 августа, Bioware показали множество трейлеров игрового процесса и немного рассказали о будущей игре. Импортировать сохранения на прямую из предыдущих частей серии будет невозможно, взамен этого будет создан сервис Dragon Age Keep, в котором игроки смогут принять более 300 решений для настройки изначального состояния мира; внешность главных героев предыдущих частей можно будет создать самостоятельно; было точно подтверждено появление Хоука в предстоящей игре.
В конце августа стало известно, что в Dragon Age: Inquisition будет присутствовать кооперативный режим на четырёх человек. На момент запуска игры будут представлены 3 уникальные сюжетные кампании и 12 играбельных персонажей (4 на каждый класс). Окружение и враги на картах будут генерироваться случайным образом. В отличие от Mass Effect 3, прогресс в кооперативе никак не влияет на основной сюжет в одиночной игре.
В начале ноября один из разработчиков игры, Марк Дарра, объявил о том, что разработка Dragon Age: Inquisition официально завершена, и игра отправляется в печать.

## Отзывы
| Сводный рейтинг       | Сводный рейтинг                           |
| Агрегатор             | Оценка                                    |
| --------------------- | ----------------------------------------- |
| GameRankings          | (PS4) 89,68 % (PC) 86,77 % (XONE) 86,11 % |
| Metacritic            | (PS4) 89/100 (PC) 87/100 (XONE) 85/100    |
| Иноязычные издания    |                                           |
| Издание               | Оценка                                    |
| Destructoid           | 8,5/10                                    |
| Eurogamer             | 8/10                                      |
| Game Informer         | 9,5/10                                    |
| GameSpot              | 9/10                                      |
| GamesRadar+           | [ 43 ]                                    |
| IGN                   | 8,8/10                                    |
| Joystiq               | [ 45 ]                                    |
| PC Gamer (US)         | 87/100                                    |
| Polygon               | 9,5/10                                    |
| Hardcore Gamer        | 5/5                                       |
| Time                  | 4,5/5                                     |
| Русскоязычные издания |                                           |
| Издание               | Оценка                                    |
| 3DNews                | 9/10                                      |
| Absolute Games        | 90 %                                      |
| PlayGround.ru         | 9,5/10                                    |
| Riot Pixels           | 70 %                                      |
| «Игромания»           | 8,5/10                                    |
| «Канобу»              | 9/10                                      |
| Игры@Mail.Ru          | 9/10                                      |

### Награды
Помимо получения нескольких наград на крупных мероприятиях и церемониях, IGN, Ars Technica, Game Informer, Polygon и Electronic Gaming Monthly выбрали Dragon Age: Inquisition в качестве Игры года 2014.
| Год                                     | Награда                                                     | Категория                               | Результат | Прим.  |
| --------------------------------------- | ----------------------------------------------------------- | --------------------------------------- | --------- | ------ |
| 2014                                    | Game Critics Awards Best of E3 2014                         | Лучшая ПК-игра                          | Номинация | [ 63 ] |
| 2014                                    | Game Critics Awards Best of E3 2014                         | Лучшая игра в жанре «Role Playing Game» | Победа    | [ 63 ] |
| 2014                                    | The Game Awards 2014                                        | Лучшая ролевая игра                     | Победа    | [ 64 ] |
| 2014                                    | The Game Awards 2014                                        | Игра года                               | Победа    | [ 64 ] |
| 2015                                    |                                                             |                                         |           |        |
| 18-я D.I.C.E. Awards                    | Игра года                                                   | Победа                                  | [ 65 ]    |        |
| 18-я D.I.C.E. Awards                    | Ролевая игра года                                           | Победа                                  | [ 65 ]    |        |
| 15-я Game Developers Choice Awards      | Лучший дизайн                                               | Номинация                               | [ 66 ]    |        |
| 11-я British Academy Video Games Awards | Игра года                                                   | Номинация                               | [ 67 ]    |        |
| SXSW Gaming Awards 2015                 | Игра года                                                   | Победа                                  | [ 68 ]    |        |
| SXSW Gaming Awards 2015                 | Превосходство в игровом процессе                            | Номинация                               | [ 68 ]    |        |
| SXSW Gaming Awards 2015                 | Превосходство в технических достижениях                     | Номинация                               | [ 68 ]    |        |
| SXSW Gaming Awards 2015                 | Превосходство в повествовании                               | Номинация                               | [ 68 ]    |        |
| SXSW Gaming Awards 2015                 | Превосходство в дизайне и режиссуре                         | Номинация                               | [ 68 ]    |        |
| NAVGTR Awards 2014                      | Игра года                                                   | Победа                                  | [ 69 ]    |        |
| NAVGTR Awards 2014                      | Художественное оформление, Фэнтези                          | Победа                                  | [ 69 ]    |        |
| NAVGTR Awards 2014                      | Дизайн костюмов                                             | Победа                                  | [ 69 ]    |        |
| NAVGTR Awards 2014                      | Режиссура игровой камеры                                    | Номинация                               | [ 69 ]    |        |
| NAVGTR Awards 2014                      | Геймдизайн, Франшиза                                        | Победа                                  | [ 69 ]    |        |
| NAVGTR Awards 2014                      | Роль второго плана в драме (Коринн Кемпа в роли Лелианы)    | Номинация                               | [ 69 ]    |        |
| NAVGTR Awards 2014                      | Песня, оригинальная или адаптированная (The Dawn will Come) | Номинация                               | [ 69 ]    |        |
| NAVGTR Awards 2014                      | Монтаж звука в катсценах                                    | Победа                                  | [ 69 ]    |        |
| NAVGTR Awards 2014                      | Использование звука, Франшиза                               | Номинация                               | [ 69 ]    |        |
| NAVGTR Awards 2014                      | Сценарий, драма                                             | Номинация                               | [ 69 ]    |        |
| NAVGTR Awards 2014                      | Ролевая Игра, Франшиза                                      | Номинация                               | [ 69 ]    |        |
| 26-я GLAAD Media Awards                 | Особое признание                                            | Победа                                  | [ 70 ]    |        |